# Jacob van Ruisdael

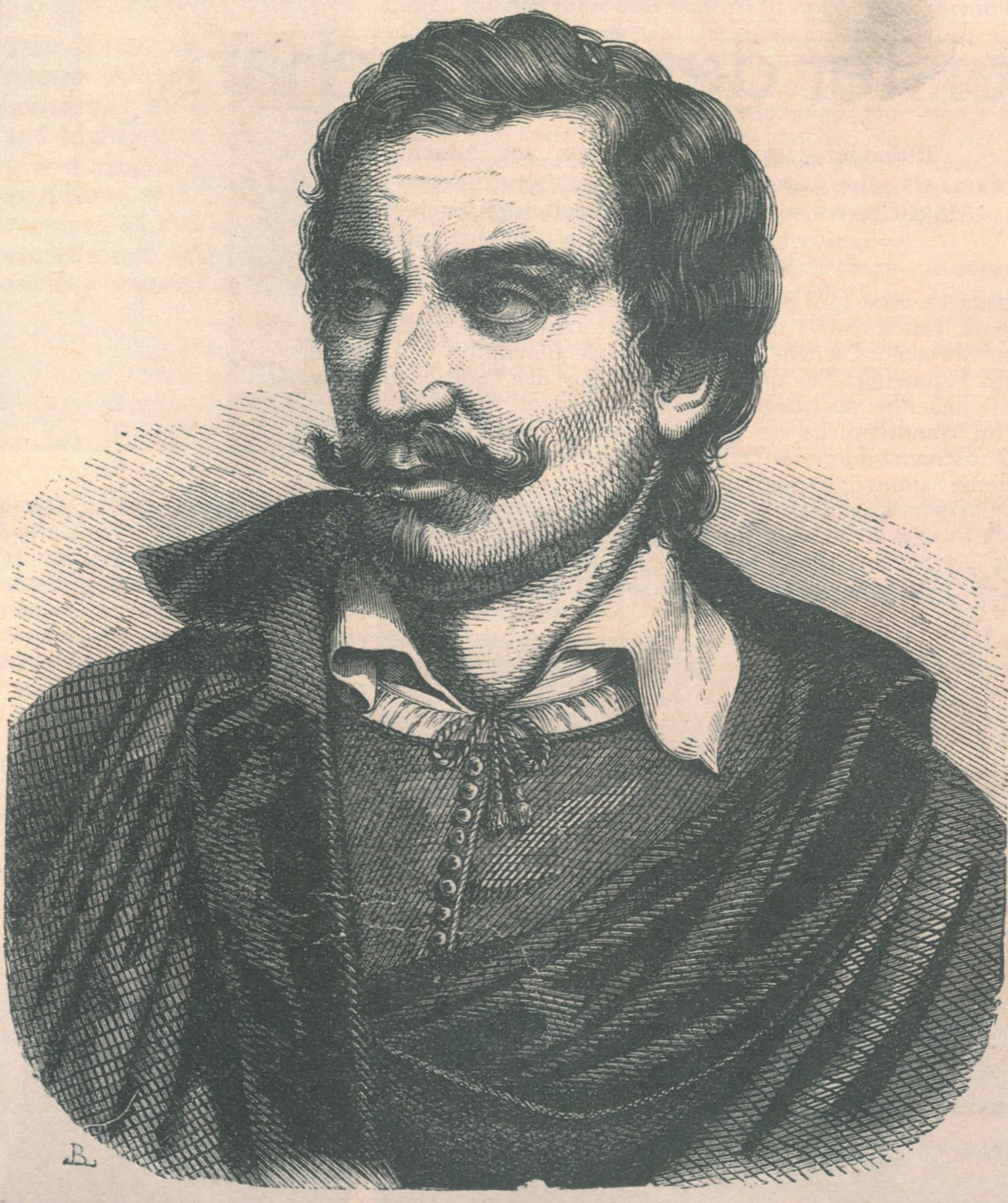
Jacob van Ruisdael, Holzschnitt mit Signatur B aus dem 19. Jahrhundert

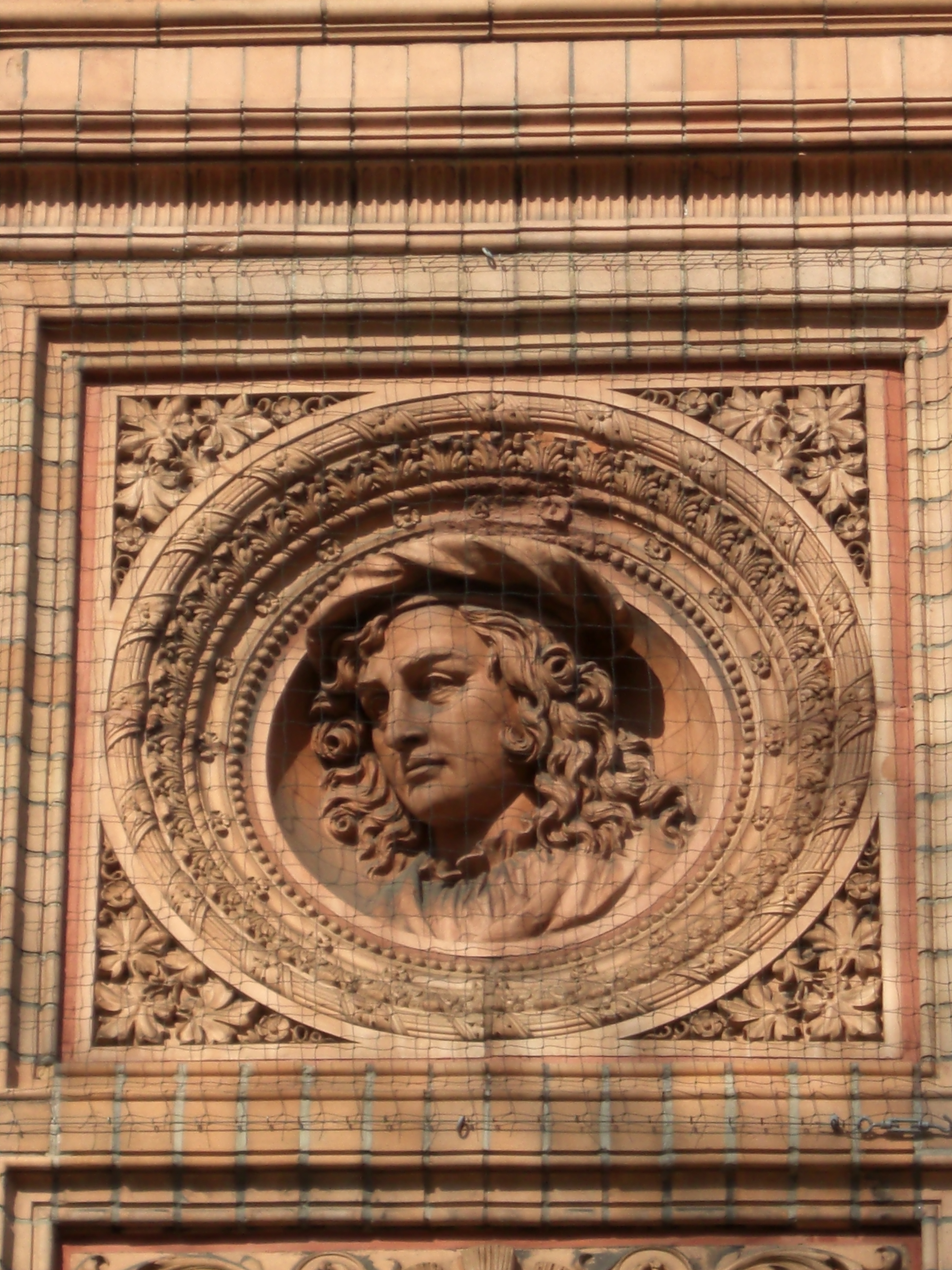
Medaillon von Jacob Isaackszoon van Ruisdael an der Kunsthalle Hamburg

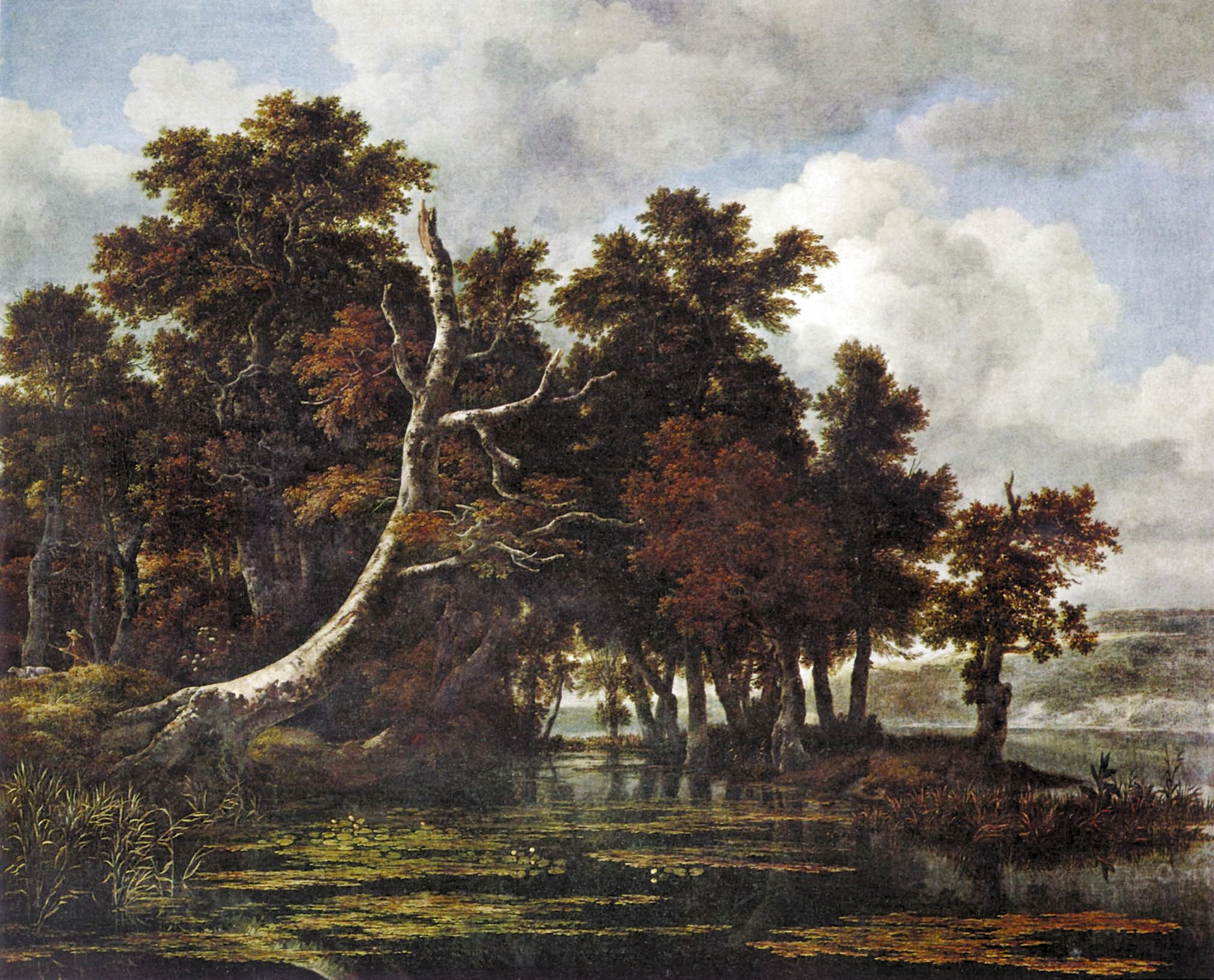
Eichenwald an einem See, Gemäldegalerie Berlin

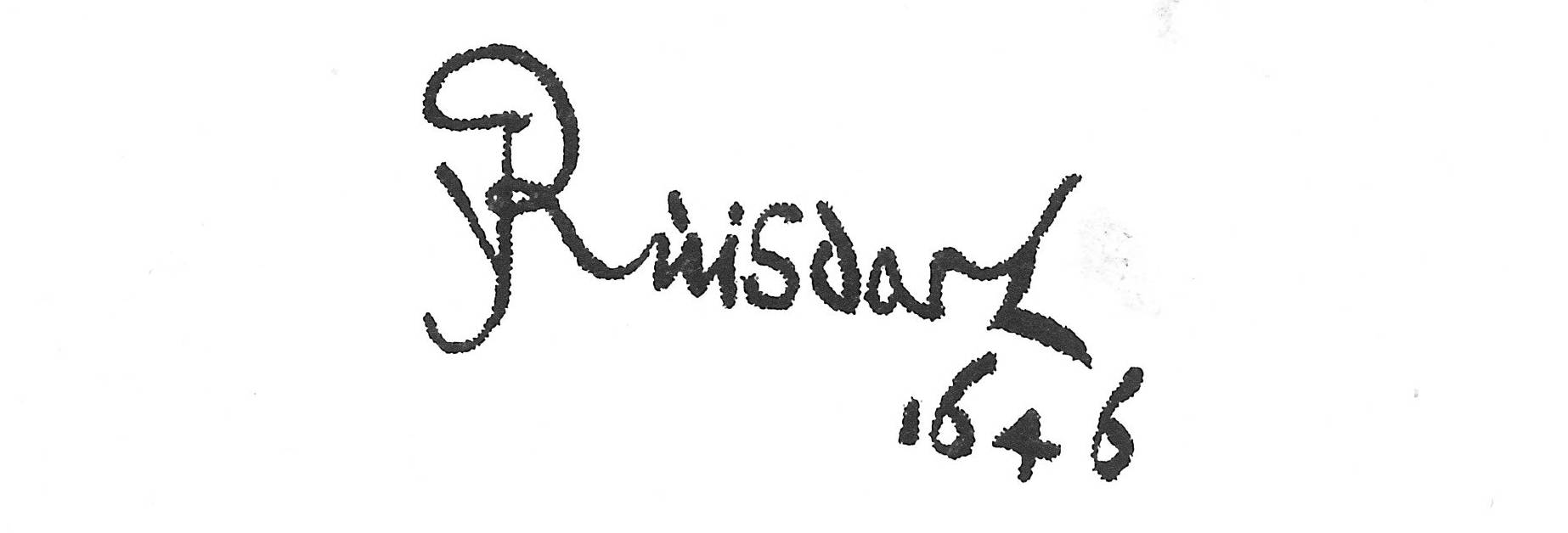
Signatur Jakob van Ruisdaels, 1646

Jacob Isaackszoon van Ruisdael [ˈjaːkɔp vɑn ˈrœysdaːl] (* um 1628/29 in Haarlem; begraben 14. März 1682 ebenda) war ein niederländischer Landschaftsmaler und Radierer des Barock.

## Leben und Werk
Über das Leben ist nur recht wenig überliefert, doch sein über die Museen und Sammlungen der Welt verstreutes Œuvre ist vergleichsweise groß. Er war der einzige Sohn des Landschaftsmalers und Rahmenbauers Isaack van Ruisdael, bei dem er wahrscheinlich auch seine Ausbildung erhielt, sowie der Neffe von Salomon van Ruysdael und der Vetter von Jacob Salomonsz. van Ruysdael (man beachte die unterschiedliche Schreibweise der Familiennamen!).
Seine Jugend verbrachte er also wohl in Haarlem, das bis zur Jahrhundertmitte eine prosperierende Stadt mit blühendem Bier- und Textilgewerbe war. Die Landschaftsmalerei hatte sich um 1600 unter anderem durch Adam Elsheimer und Paul Bril als eigenständige Gattung der niederländischen Malerei etabliert und wurde im wohlhabenden Haarlem besonders gepflegt (Vgl. den Artikel Niederländische Landschaftsmalerei).
Bereits von 1646 stammen die ersten Gemälde des 17-Jährigen, nicht weniger als 13 signierte und datierte Landschaften sind aus diesem Jahr erhalten. Zunächst noch abhängig von der Manier seines Onkels und dessen Haarlemer Altersgenossen, z. B. Cornelis Vroom (* 1590) oder Pieter de Molijn (1595–1661), findet Ruisdael schnell zu einem eigenen Stil. Ihn kennzeichnen dramatische Akzente durch kontrastreiche Lichtführung, kraftvolle Bildmotive und die differenzierte Wiedergabe von Naturformen. Genaue Naturbeobachtungen in der Wald- und Dünenlandschaft rund um Haarlem spiegeln sich in den erhaltenen Handzeichnungen, die, vor dem Motiv ausgeführt, zur Grundlage der malerischen Ausführung im Atelier dienten.
1648 trat er in die Malergilde seiner Heimatstadt ein. Mit seinem Haarlemer Freund Nicolaes Berchem unternahm er um 1650 eine Reise nach Bentheim, dessen Burg in der Folgezeit auf über 30 seiner Landschaften auftaucht. Seine Reisen, er war wahrscheinlich mehrfach im deutsch/niederländischen Grenzgebiet, führten ihn nicht nur nach Bentheim, sondern auch nach Burgsteinfurt, Gildehaus, Schüttorf, Neuenhaus und Singraven bei Denekamp (NL).
Seit den Reisen dieser Jahre, die ihn auch durch die Niederlande und an den Mittelrhein führten, wird der Bildaufbau in den Landschaften Ruisdaels nochmals kraftvoller: majestätische Baumpartien und imposante Wolkengebilde werden zu erhabenen Kompositionen gefügt. Um 1655 ging Ruisdael nach Amsterdam, wo er 1657 Mitglied der reformierten Kirche wurde. Am 15. Januar 1659 erwarb er das Bürgerrecht von Amsterdam, das poorterrecht.
In den 1650er und mehr noch 1660er Jahren zeigt er sich stark beeinflusst von den Wasserfall-Motiven, die Allart van Everdingen, und von Salomon van Ruysdael, Cornelis Vroom, Allaert van Everdingen (auch er ging in den 1650er Jahren von Haarlem nach Amsterdam) aus Norwegen mitgebracht und in seinen dramatischen, oft hochformatigen Landschaften verarbeitet hatte. Andere Bilder der späten Jahre bieten weite Sichten ins flache Land, wobei starke Lichtkontraste und aufgetürmte Wolken eine Stadtansicht inszenieren und die Vorstellung eines schönen, in die Natur eingebetteten, aber arbeitsamen Gemeinwesens (in den verschiedenen Ansichten der Bleichwiesen vor Haarlem) hervorrufen können. Mehrere Fassungen eines düsteren Waldsumpfs oder des Judenfriedhofs zeigen auch einen melancholischeren Aspekt in der reichen Skala der Ausdrucksmöglichkeiten des Malers. Gewässer spielen in seinem Werk eine gewisse Rolle, wie schon Houbraken betonte, doch reine Marinebilder sind eher selten.
Topographische Verlässlichkeit ist von Ruisdaels Ansichten nicht prinzipiell zu erwarten, sie ist in der Regel künstlerisch kompositorischen Zielen untergeordnet. Wie wirklichkeitsnah er jedoch im Detail arbeitete, zeigt ein (dem Kunstbetrachter in vielen Galerien möglicher) direkter Vergleich zwischen dem von Jakob präzise gemalten Blattwerk und dem summarisch getupften Bewuchs der Bäume seines Onkels Salomon. Der Bedeutungsgehalt seiner Motive geht immer wieder über das Gegenständliche hinaus, doch sind die möglichen Erklärungen (z. B. Wege als Lebenspfade, Mühlenflügel als Kreuzsymbole, patriotische Konnotation der kultivierten Landschaft), die etwa aus der zeitgenössischen Emblematik erschlossen werden können, wie häufig in der niederländischen Malerei, eher variable Optionen als eindeutig determinierte Festlegungen.
1678 wird Ruisdael als in Caen promovierter Arzt erwähnt, Houbraken bestätigt diese (sicher nur kurze) Berufsausübung. Einer seiner Auftraggeber war der Amsterdamer Regent Cornelis de Graeff, welchen Ruisdael beim Einzug auf sein Landgut Soestdijk zeigt. Am 8. Juli 1660 gab Ruisdael an, der Maler Meindert Hobbema sei einige Jahre sein Lehrling gewesen, 1668 war er dessen Trauzeuge. Am 23. Mai 1667 diktierte er einem Amsterdamer Notar sein Testament, bereits am 27. Mai desselben Jahres widerrief er es und setzte seinen Vater als Universalerben für seinen Todesfall ein; verheiratet war van Ruisdael offensichtlich nicht. 1671 war er Pate bei der Taufe zweier Kinder des Malers Cornelis Kick. Wahrscheinlich starb Jacob van Ruisdael in Amsterdam und wurde posthum nach Haarlem gebracht und dort am 14. März 1682 begraben.
Ruisdaels Werk wurde zunächst in Kupferstichen reproduziert und verbreitet; einige Blätter hat Ruisdael selbst radiert, auch sie dürften zum Nachruhm des Malers beigetragen haben, dessen Motive und Kompositionen die Landschaftsmalerei bis zum Ende des 19. Jahrhunderts einzigartig beeinflusst haben. Insbesondere beeinflusste er Maler wie William Turner, John Constable, Roelof van Vries oder sogar Vincent van Gogh.

## Werke (Auswahl)

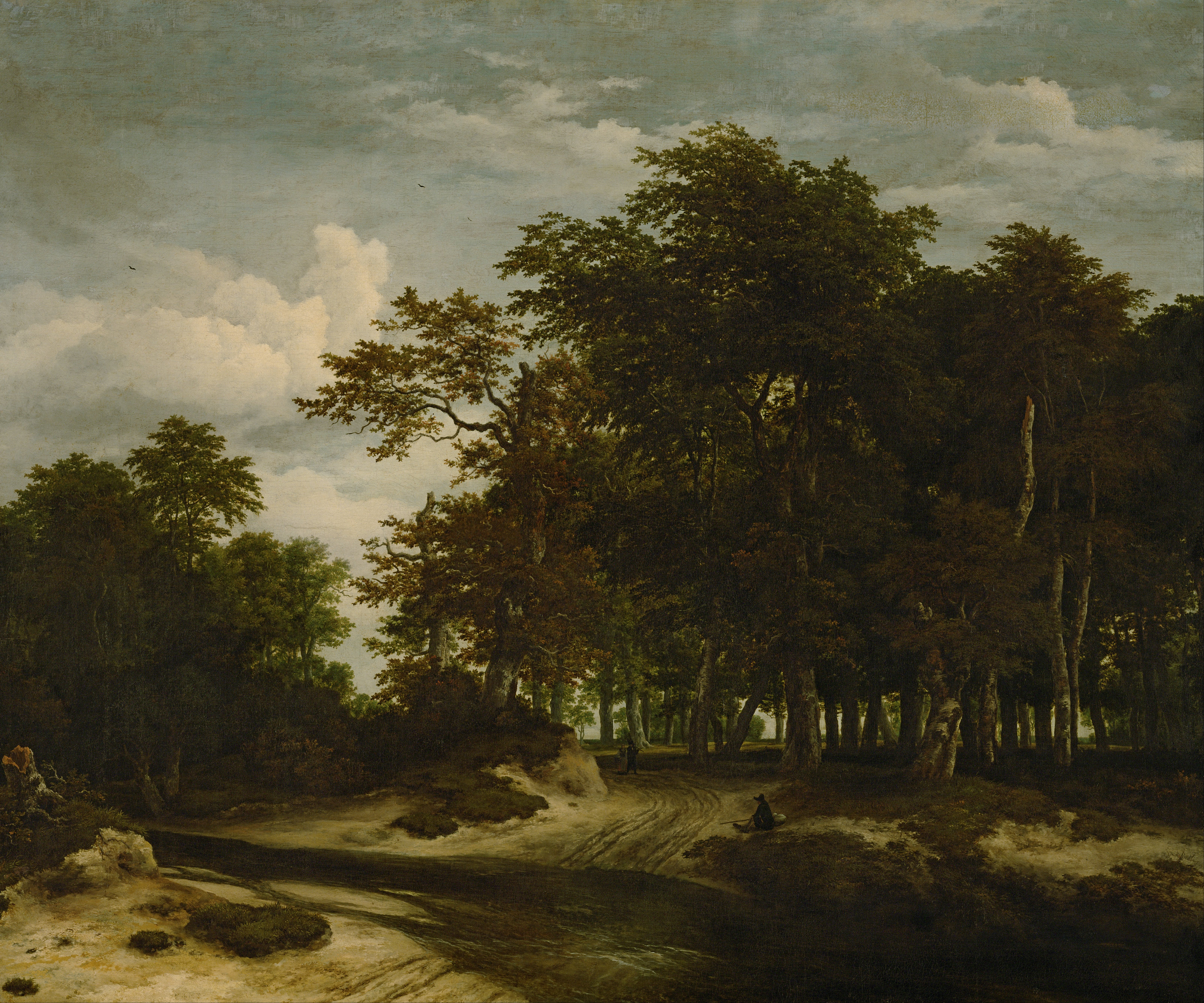
Der große Wald

Zu den bekanntesten Werken gehören die folgenden: 
- Ansicht der Burg Bentheim von Nordwesten, Öl auf Leinwand, 42 × 57 cm. Bad Bentheim, Burg Bentheim
- Blick auf Haarlem von den Dünen, Öl auf Leinwand, 38 × 37 cm. Boston, Museum of Fine Arts.
- Der große Wald, Öl auf Leinwand, 140 × 181 cm. Wien, Kunsthistorisches Museum.
- Landschaft mit Windmühle, 1646, Öl auf Holz, 49,5 × 68,5 cm. Cleveland, Cleveland Museum of Art.
- Der Judenfriedhof, um/nach 1655, Öl auf Leinwand, 84 × 95 cm. Dresden, Gemäldegalerie Alte Meister.
- Der Judenfriedhof, um 1668(?), Öl auf Leinwand, 142,2 × 189,2 cm. Detroit Institute of Arts.
- Dünenlandschaft, 1646, Öl auf Leinwand, 105 × 163 cm. Sankt Petersburg, Eremitage.
- Landschaft mit alter Kirche, um 1650. Privatbesitz.
- Die alte Eiche, zwischen 1648 und 1655. Paris, Musée Cognacq-Jay.
- Burg Bentheim, 1653, Öl auf Leinwand. Dublin, National Gallery of Ireland.
- Hügelige Landschaft, Öl auf Leinwand, 36,5 × 47 cm. Husum, Nordfriesisches Museum. Nissenhaus Husum.
- Wassermühle bei einem Bauernhof, um 1660, Öl auf Holz, 37,6 × 44 cm. Rotterdam, Museum Boijmans Van Beuningen.
- Landschaft mit Wassermühle, 1661, Öl auf Holz, 63 × 79 cm. Amsterdam, Rijksmuseum.
- Waldlandschaft, 1678, Öl auf Leinwand, 60 × 75 cm. Dublin, National Gallery of Ireland.
- Waldsumpf, Öl auf Leinwand, 73 × 99 cm. Sankt Petersburg, Eremitage.
- Wasserfall mit Burg Bentheim, Öl auf Leinwand, 68 × 54 cm. Amsterdam, Rijksmuseum.
- Wasserfall mit Burg Bentheim von Nordwesten, Öl auf Holz, 49,5 × 41,3 cm. Bad Bentheim, Museum am Herrenberg.
- Winterlandschaft, 1665, Öl auf Leinwand, 42 × 49 cm. Amsterdam, Rijksmuseum.
- Die Mühle von Wijk bij Duurstede, um 1670, Öl auf Leinwand, 83 × 101 cm. Amsterdam, Rijksmuseum.
- Die Bleichen bei Haarlem, um 1670, Öl auf Leinwand, 62,2 × 55,2 cm. Kunsthaus Zürich.

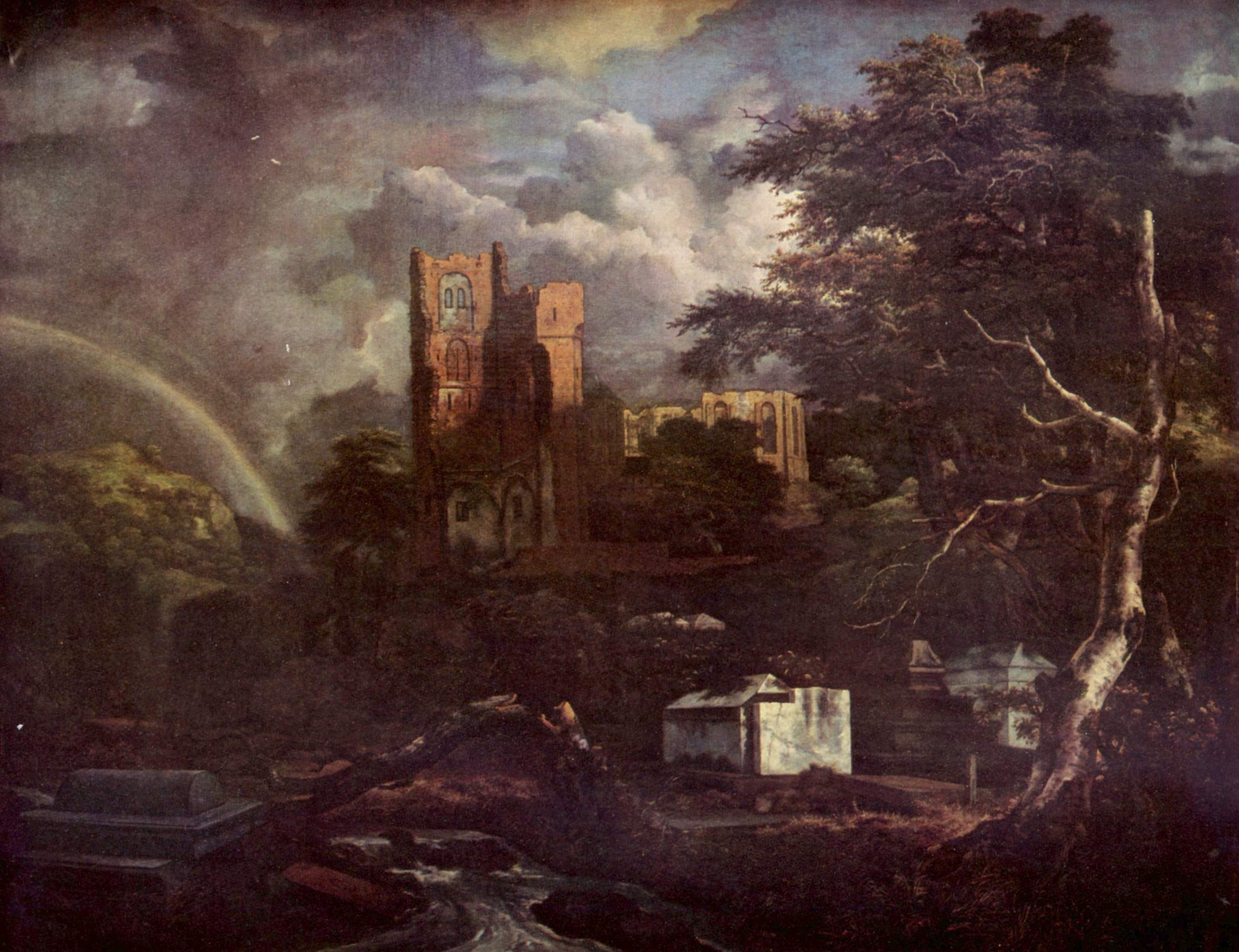
Der Judenfriedhof (1654/55)
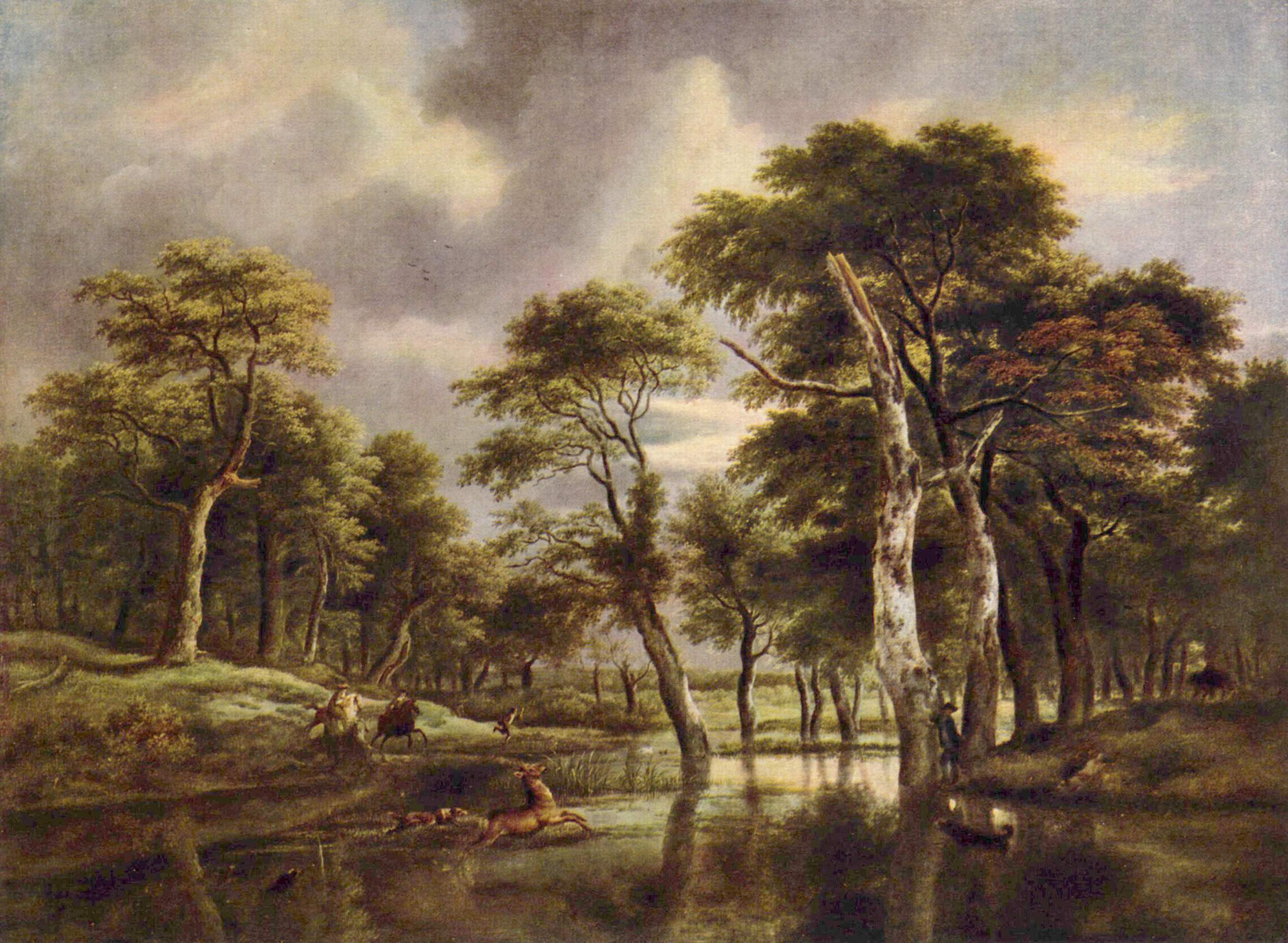
Jagd (2. Drittel 17. Jh.)
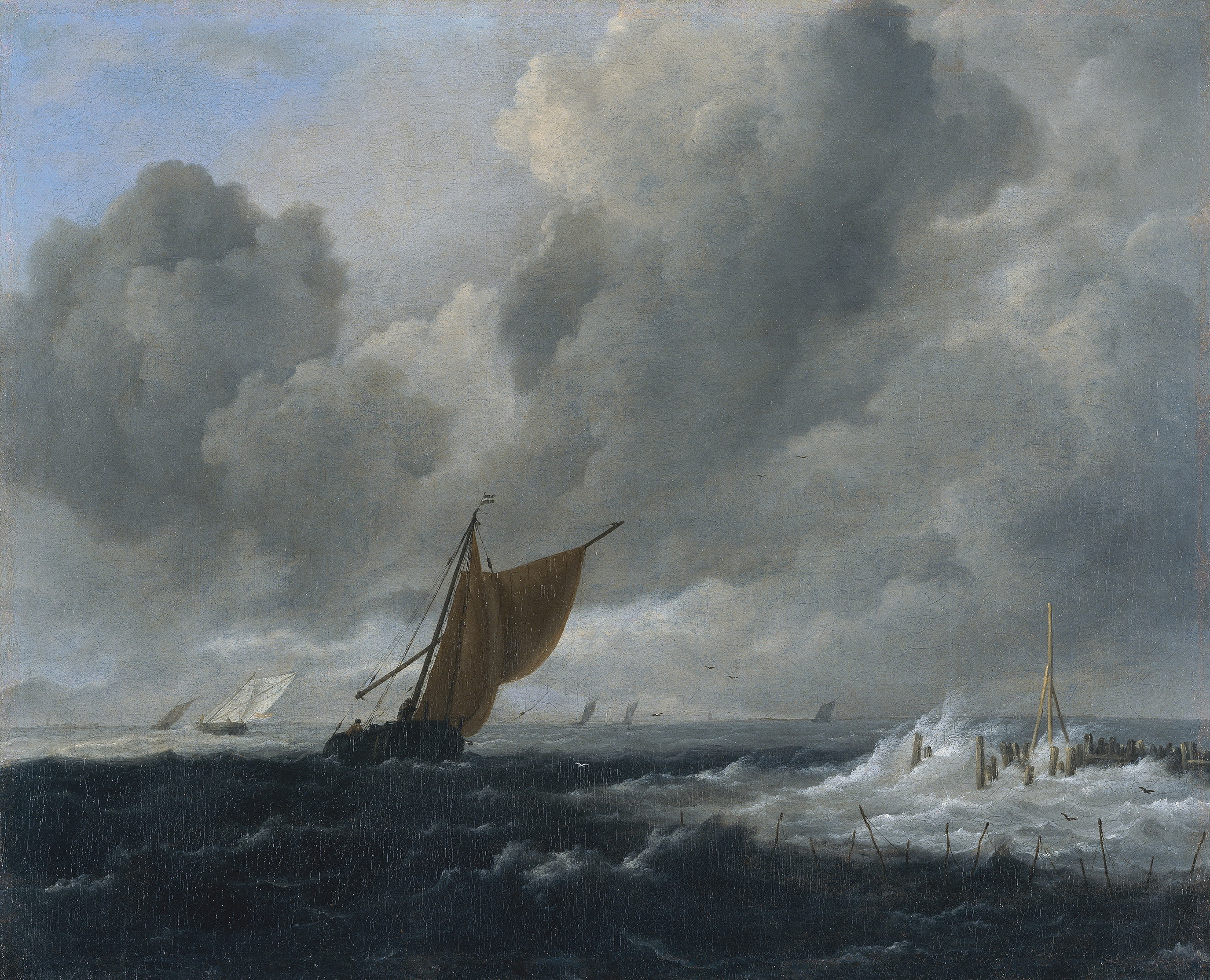
Marine (etwa 1668)
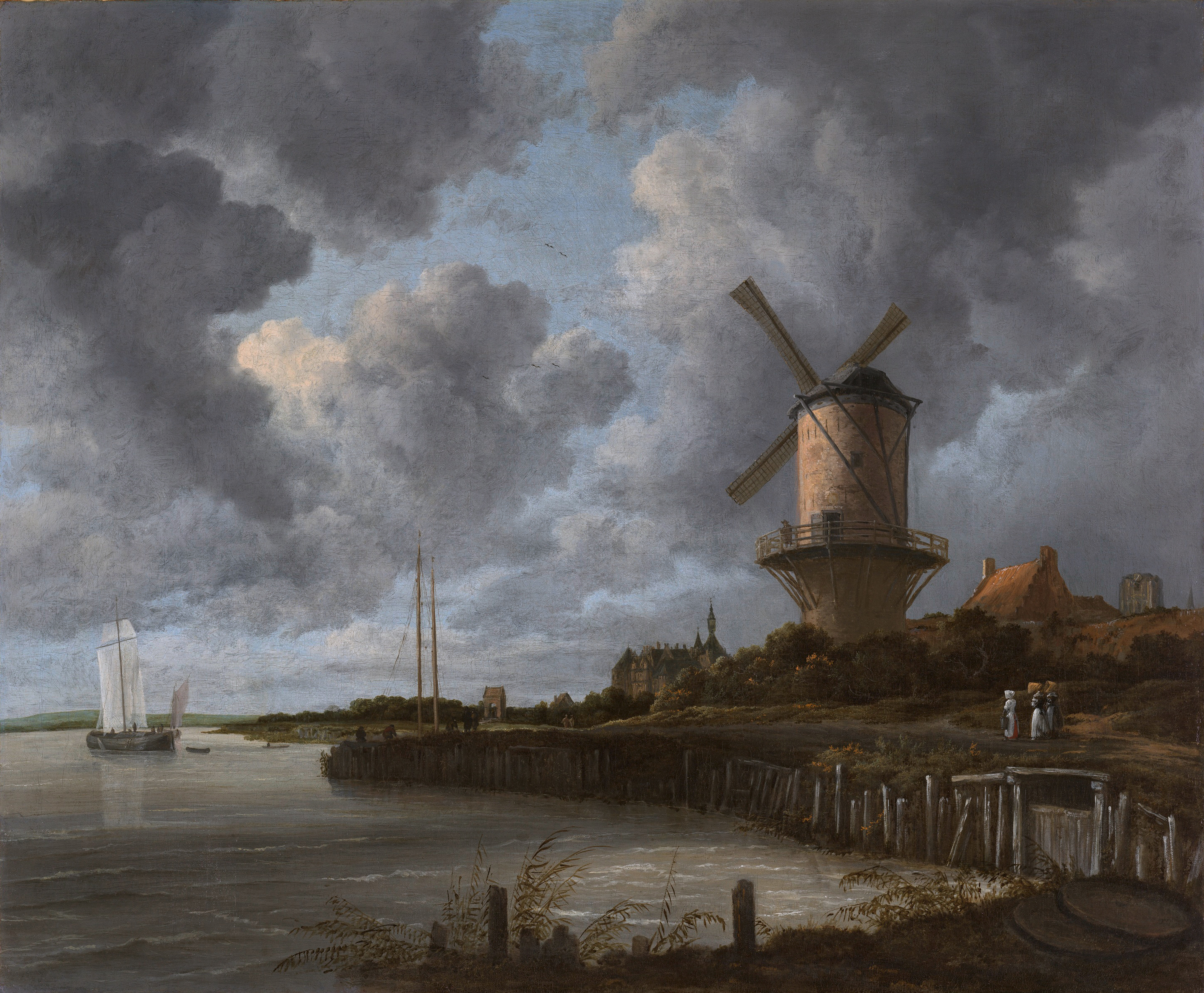
Mühle von Wijk bei Duurstede (etwa 1670)
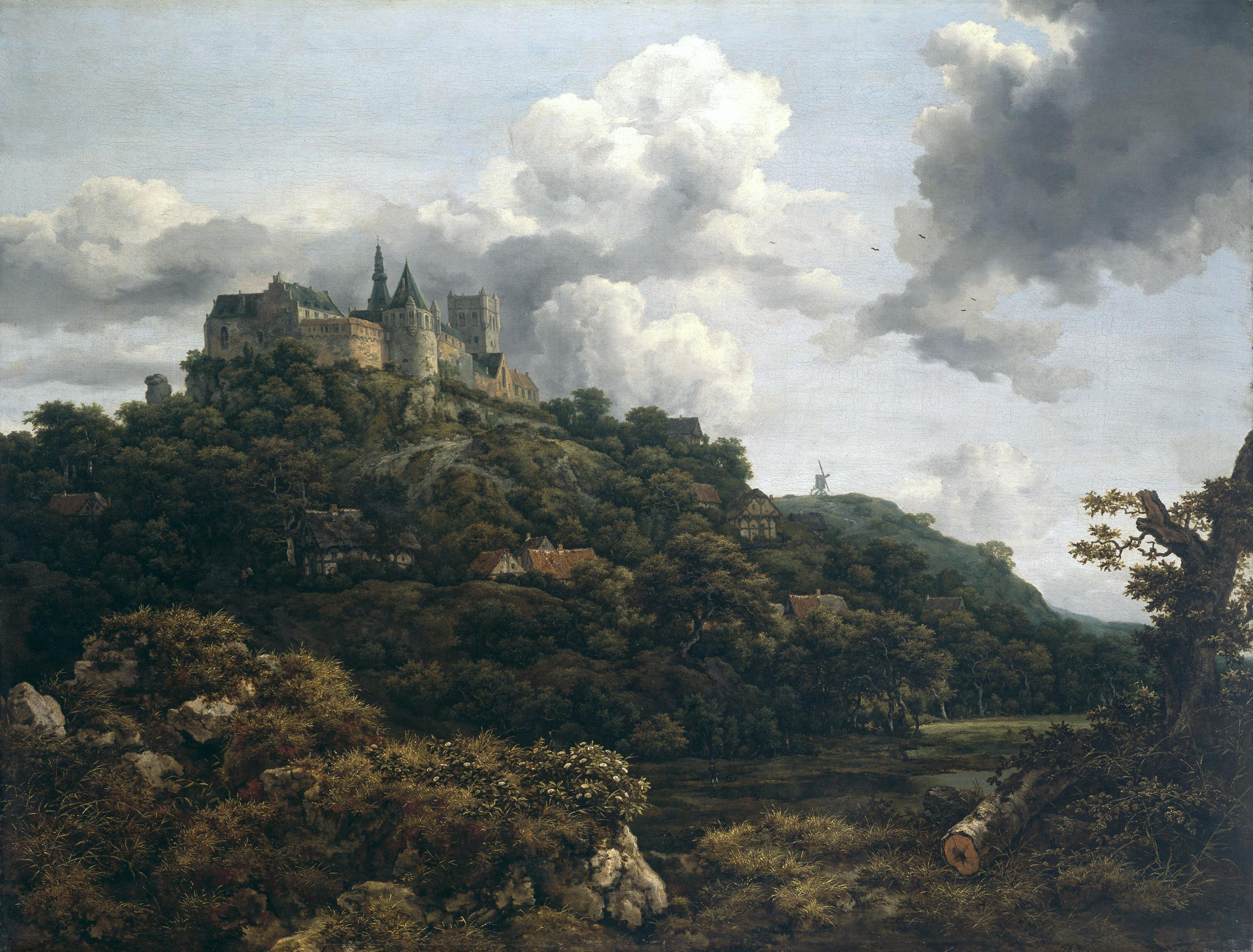
Burg Bentheim (1653)
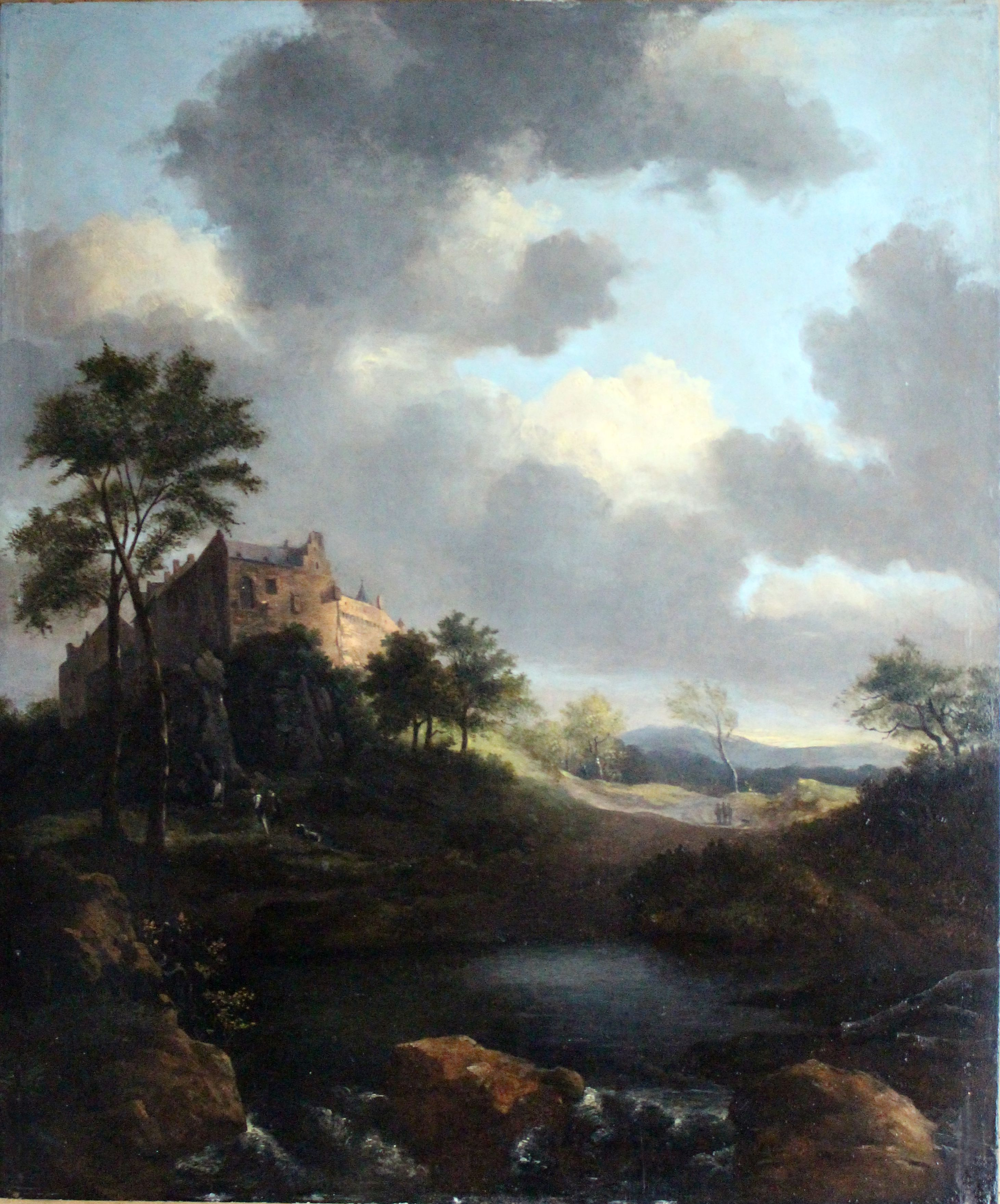
Wasserfall mit Burg Bentheim von Nordwesten
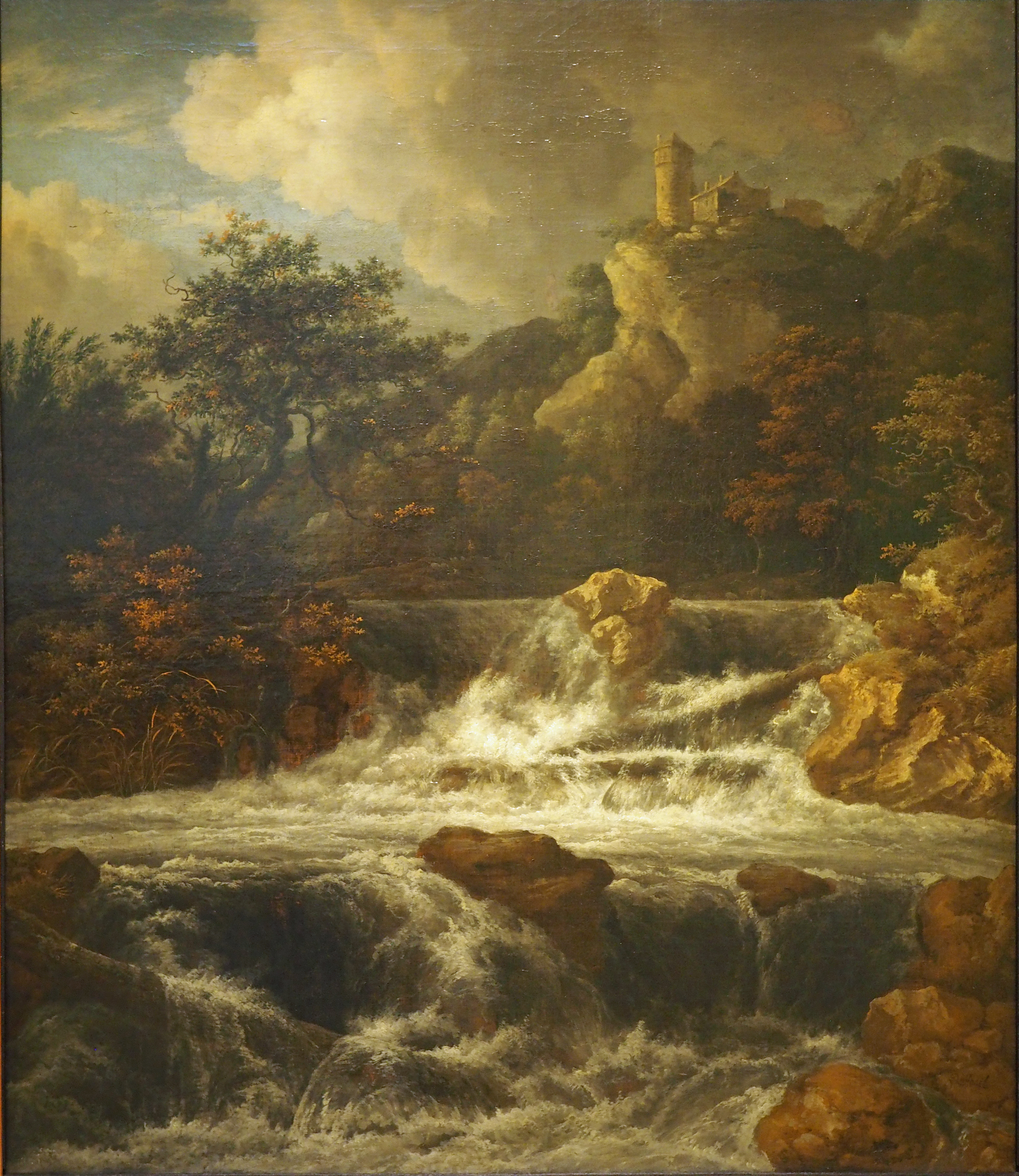
Wasserfall mit dem Wachtturm (1660/65) Herzog Anton Ulrich-Museum Braunschweig